# Stipa semibarbata
Stipa semibarbata är en gräsart som beskrevs av Robert Brown. Stipa semibarbata ingår i släktet fjädergrässläktet, och familjen gräs. Inga underarter finns listade i Catalogue of Life.